# Aleksander Grądkowski
Aleksander Grądkowski (ur. 10 października 1916 w Orszy, Białoruś, zm. marzec 1978 w Warszawie) – polski bokser, reprezentant Polski.

## Kariera
Naukę boksu rozpoczął w 1932 roku w klubie YMCA Warszawa, w 1937 reprezentował barwy warszawskich Czechowic. Startując w mistrzostwach kraju, w kategorii półśredniej dwukrotnie zdobył wicemistrzostwo Polski w 1939 i 1946, ten drugi medal w mistrzostwach wywalczył przenosząc się po wojnie do Katowic dla klubu WMKS Katowice. W latach 1945–1946 dwukrotnie wystąpił w reprezentacji Polski odnosząc 2 zwycięstwa. Karierę sportową zakończył w klubie Pogoń Katowice w 1948 roku, zarazem rozpoczynając pracę szkoleniową w tym klubie. Trenował kluby: Budowlanych Bytom, CWKS Warszawa, Stali Stalowa Wola, Moto Jelcz Oława i Broni Radom.
W ringu stoczył 150 walk, odnosząc 130 zwycięstw, 2 remisy, przy 18 przegranych.